# Jagdpanzer IV
Der Jagdpanzer IV war ein im Zweiten Weltkrieg entwickelter und von der Wehrmacht eingesetzter Jagdpanzer, der auf dem Fahrgestell des Panzerkampfwagens IV basierte. Hauptaufgabe des Jagdpanzers IV war die Abwehr angreifender gegnerischer Kampffahrzeuge, wie Panzer und Sturmgeschütze.

## Entwicklung
Die Entwicklungsgeschichte des Jagdpanzer IV kann nur in Zusammenhang mit der Entwicklung des Sturmgeschützes III und dessen Bewaffnung betrachtet werden. Beide Fahrzeuge stehen durch Aspekte der Rüstungsproduktion und der Entwicklungsgeschichte in einem engen Zusammenhang. Unabhängig von der historisch korrekten Bezeichnung der einzelnen Fahrzeugtypen wurden alle hier dargestellten Fahrzeuge vereinfacht, und dies möglicherweise bereits während ihrer Einsatzzeit, als Jagdpanzer IV bezeichnet.

### 7,5-cm-Sturmkanone 40
Kurz nach Beginn der Sturmgeschütz-Entwicklung gab es bereits Überlegungen zu einer leistungsgesteigerten Bewaffnung für dieses Fahrzeug. Nach einiger konzeptioneller Arbeit im Jahr 1938 erhielt Krupp schon am 12. Januar 1939 den Auftrag für die Entwicklung einer sPak (verstärkt) L/42. Die Entwicklung dauerte bis 1942 und im März dieses Jahres wurden drei Versuchsstücke der Sturmkanone 40 in vorhandene Sturmgeschütz III montiert und erprobt. Währenddessen lief bereits die Produktion und im Verlauf des Jahres wurde die neue Ausführung F (modifizierte Ausf. E) des Sturmgeschützes mit den neu produzierten 7,5-cm-StuK L/43 und schon bald 7,5-cm-StuK L/48 bis September 1942 mit 364 Fahrzeugen gefertigt. Während des Sommers 1942 hatte Adolf Hitler persönlich mehrfach eine Verstärkung der Panzerung des Sturmgeschützes gefordert.

### Jagdpanzer IV
Die zunehmenden Erfolge der Sturmgeschütz-Einheiten bei der Bekämpfung feindlicher Panzer nach der Ausrüstung mit den langen 7,5-cm-Sturmkanonen im Verlaufe des Jahres 1942 und die Rückmeldungen der Einheiten, denen ab März 1942 die mit der 7,5-cm-KwK L/43 ausgerüsteten Panzerkampfwagen IV (Pz.Kpfw. IV) zugeteilt wurden, belegten die stark erhöhte Wirksamkeit dieser längeren Geschütze gegen die aktuellen gegnerischen Panzertypen. Bei der Planung der Rüstungsindustrie zielte man allerdings darauf ab, künftig nur noch ein Fahrgestell produzieren zu müssen. So erging im September 1942 vom Heereswaffenamt (HWA) der Auftrag an die Firma Vogtländischen Maschinenfabrik (VOMAG) in Plauen, welche auch Pz.Kpfw. IV fertigte, ein flaches Panzerjäger-Fahrzeug mit verbesserter frontaler Panzerung (für die 7,5-cm-StuK L/48) zu entwickeln, welches auf dem Fahrgestell der Pz.Kpfw. IV basieren sollte.
Am 14. Mai 1943 wurde von VOMAG ein Holzmodell des neuen „kleinen Panzerjäger der Firma VOMAG“ vorgestellt, das die Zustimmung Hitlers fand. Die Lafettierung der Waffe wurde für das neue Fahrzeug angepasst und damit zur 7,5-cm-Panzerjäger-Kanone 39 (L/48) weiterentwickelt. Ein in Weichstahl gefertigtes Versuchsfahrzeug (leichter Panzerjäger mit 7,5 cm L/48 auf Fahrgestell IV (Eisen)) wurde Hitler bei einer Konferenz am 20. Oktober 1943 präsentiert und zeigte zwei geschossabweisende Kugelblenden zum Schutz je eines links und rechts der Hauptbewaffnung zu montierenden Maschinengewehrs. Der Wunsch des HWA ab Anfang 1943 nach einer weiteren Verstärkung der Frontpanzerung beim Pz.Kpfw. IV wurde von der Industrieseite aus fertigungstechnischen Gründen immer wieder abgelehnt. Doch bot sich im Rahmen der Entwicklung des Jagdpanzers IV die Möglichkeit, diese Forderung zu erfüllen, da sich das Fahrzeug derzeit noch nicht in der Serienfertigung befand. Hierzu wurde der Wannenbug des überarbeiteten Pz.Kpfw. IV-Fahrgestells mit zwei nun stark gewinkelten Panzerplatten ausgeführt. Diese sind bereits bei den frühen Versuchsfahrzeugen, spätestens jedoch im Herbst 1943, zu sehen.
Um einen möglichst großen Schutz der Besatzung zu erreichen, war die verstärkte Frontpanzerplatte des Aufbaus in der Entwurfs- und Versuchs-Phase mit an beiden Seiten um 90° abgerundeten Seiten ausgeführt. Im Verlauf der weiteren Entwicklung wurden aktuelle Fahrgestell-bezogene Änderungen der Serienfertigung des Pz.Kpfw. IV in den Entwurf übernommen und auch die Frage nach geeigneten Nahverteidigungs- und Beobachtungsmitteln gelöst. Am Jahresende 1943 galt die Entwicklung als abgeschlossen, so dass eine Serienfertigung ab Januar 1944 geplant wurde.
Die als „Jagdpanzer IV Ausf. F“ bezeichneten Fahrzeuge gelangten ab Anfang 1944 zum Einsatz.

### Jagdpanzer IV / Panzerjäger IV (7,5 cm) Pak 39 L/48 (Sd.Kfz. 162) Ausf. F

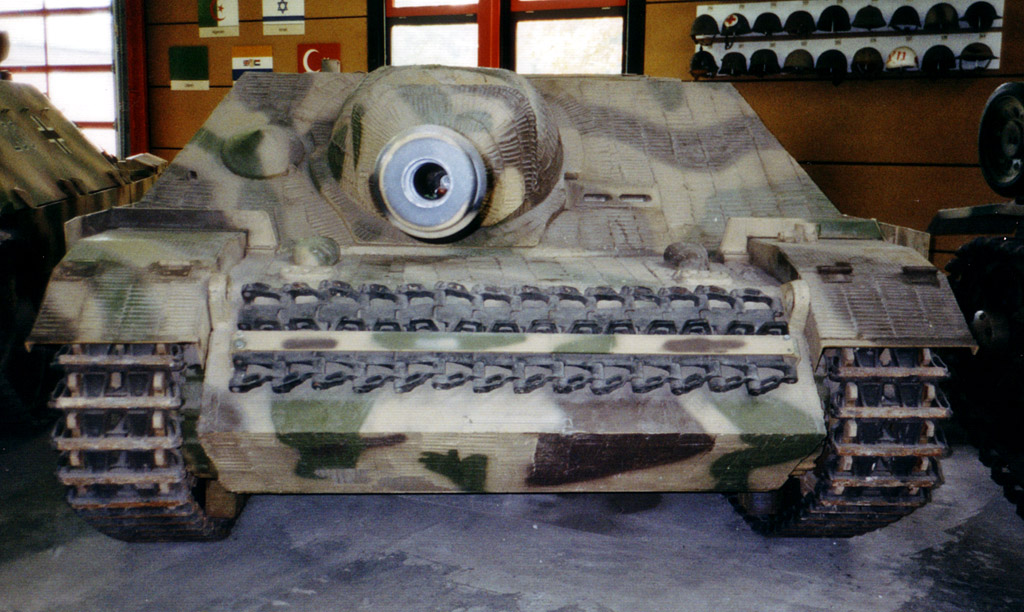
Jagdpanzer IV/48 mit abgedecktem Bug-MG

Die erste Serie des Jagdpanzers IV besaß als Hauptwaffe die 7,5-cm-Pak 39. Die Kanone war mit 48 Kaliberlängen und einer Rohrlänge von 3,60 m genau so lang wie die Kanone des Sturmgeschützes IV, jedoch besaß letzteres die StuK 40 L/48. Im Unterschied zum herkömmlichen Panzer-IV-Fahrgestell war die Panzerung abgeschrägt, wodurch sich der Panzerschutz vor allem beim spitzwinklig ausgebildeten Bug stark erhöhte. Beim Panzer IV war ein von einem DKW-Motor angetriebenes Stromerzeugungsaggregat eingebaut, das die elektrische Energie für die Turmdrehmechanik lieferte. Beim turmlosen Jagdpanzer IV konnte infolge des Wegfalls dieses Generators ein zusätzlicher Kraftstoffbehälter eingebaut werden. Des Weiteren wurde die Anordnung der Bremsenentlüftung, der Innenraumheizung und der Einbau der Funkgeräte geändert. Bei den Führungsfahrzeugen wurde die ursprüngliche Besatzung von vier Mann um ein Besatzungsmitglied erhöht, welches als Funker das in einer Kugelblende befindliche Bug-MG bediente, dessen Öffnung sonst mit einer kegelförmigen Panzerplatte abgedeckt war. Von dieser Serie wurden im Jahre 1944 insgesamt 769 Stück hergestellt. Die Panzerung wurde von der Witkowitzer Bergbau- und Hüttengewerkschaft geliefert; die Hersteller der Hauptwaffe waren Rheinmetall-Borsig und die Seitz-Werke in Kreuznach.

## Varianten

### Panzer IV/70 (V) (Sd.Kfz. 162)

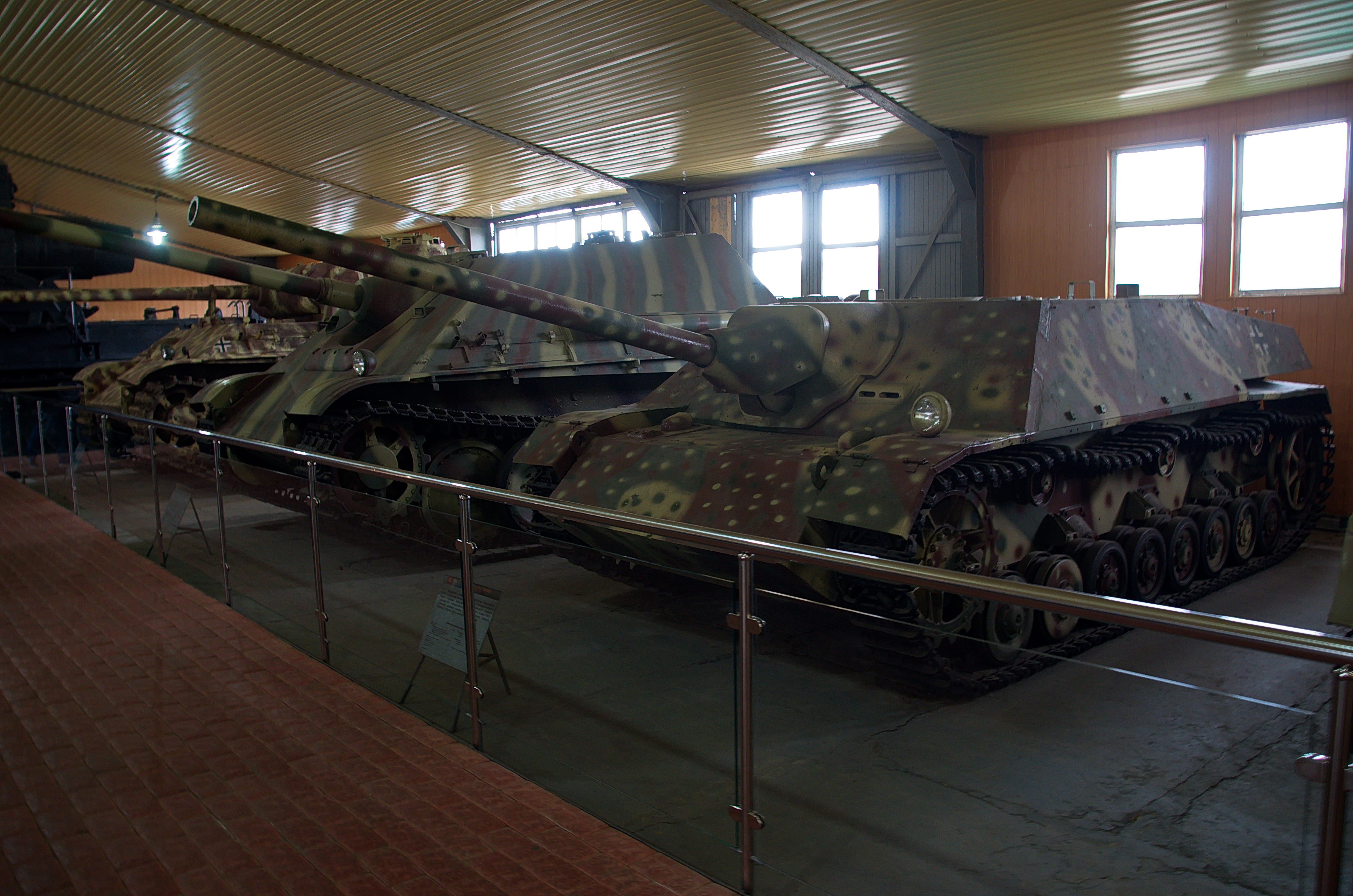
Panzer IV/70 (V) im Panzermuseum Kubinka

Im Januar 1944 wurde angeordnet, unter Berücksichtigung der technischen Möglichkeiten, die überlange 7,5-cm L/70-Kanone in den Jagdpanzer IV einzubauen. Im April wurden Hitler die ersten Lichtbilder des Panzerjägers mit dieser Kanone gezeigt. Im Rahmen einer Vorführung zu seinem Geburtstag am 20. April legte er den Schwerpunkt der Panzerjägerproduktion auf das „Panzer IV/70 (V)“ genannte Fahrzeug, von dem monatlich bis zu 1000 Stück gebaut werden sollten. Dazu sollte die gesamte Panzer-IV-Produktion auf die Herstellung des Sturmgeschützes IV und des neuen Jagdpanzers IV umgestellt werden.
Im August 1944 begann die Produktion des nun Panzer IV/70 (V) genannten Fahrzeugs bei VOMAG. Die 7,5-cm-Pak 42 L/70 stellte eine Variante der auch im Panther eingebauten Waffe dar. Diese wurde von den Gustloff-Werken in Weimar-Buchenwald und von Škoda in Pilsen in dieser Ausführung ohne Mündungsbremse geliefert. Die mit einer Saukopfblende geschützte und 10° nach beiden Seiten schwenkbare Waffe war von der Fahrzeugmitte aus leicht nach rechts versetzt. Wie auch im Jagdpanzer IV bestand die Besatzung eines Befehlsfahrzeugs aus fünf Mann statt regulär vier Mann. Wegen des langen Überhangs der Kanone musste diese während des Marsches zwingend in einer Rohrstütze gelagert werden. Mit fast 26 Tonnen Gefechtsgewicht war das Panzer-IV-Fahrgestell sehr stark belastet. Die lange Waffe und die starke Bugpanzerung von 80 mm machten das Fahrzeug stark kopflastig, wodurch es im Gelände nur schlecht zu lenken war. Als Gegenmaßnahme für die aus der Kopflastigkeit resultierenden häufigen Schäden an den Gummibandagen der vorderen Laufrollen, wurden spezielle Stahllaufräder mit innenliegender Gummipufferung verwendet. Vomag stellte von diesem Typ insgesamt 930 Stück her. Überliefert ist der Spitzname „Guderian-Ente“.

### Panzer IV/70 (A)

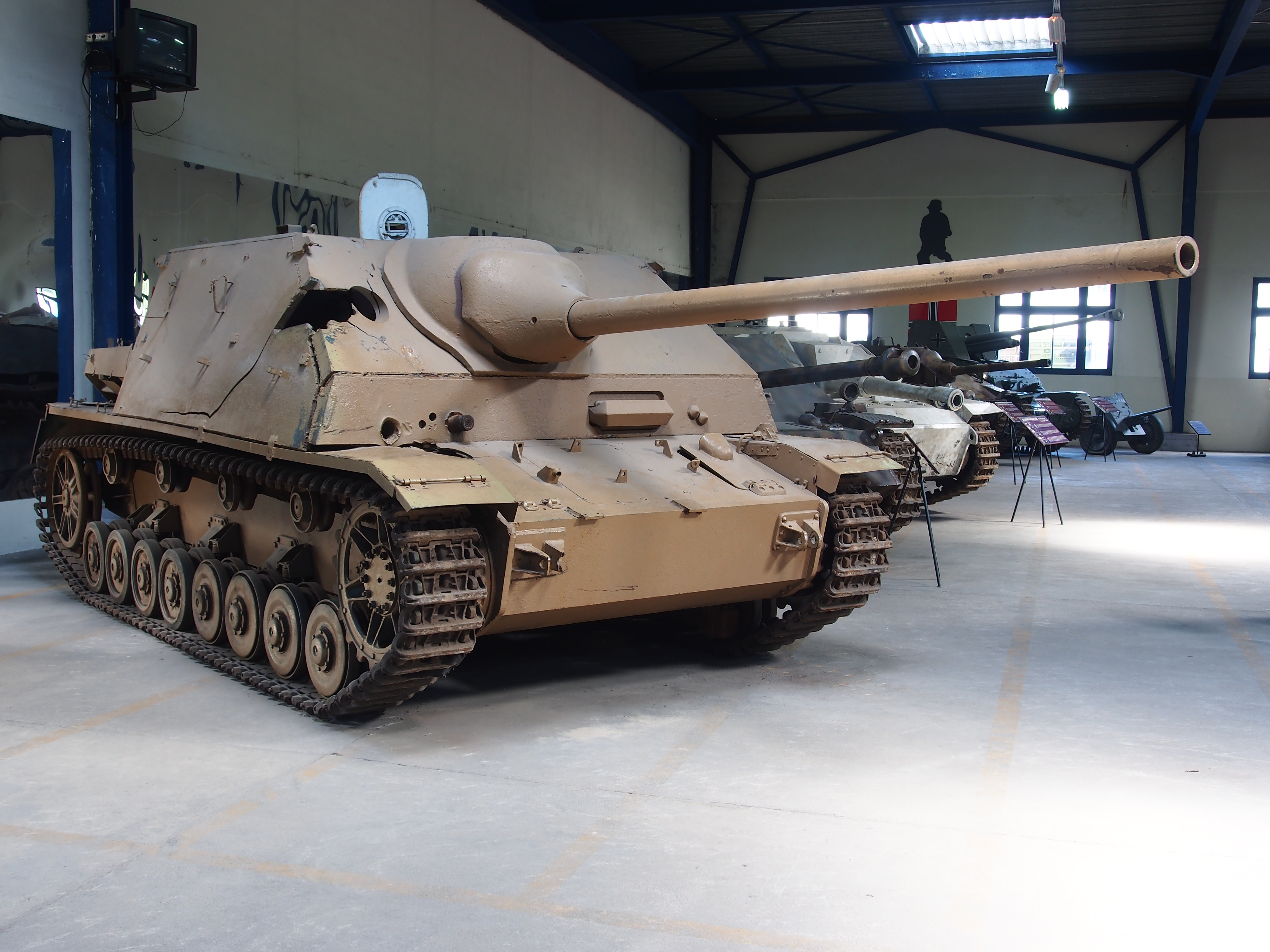
Panzer IV/70 (A) mit hohem Aufbau

Im Juni 1944 berechneten Mitarbeiter des HWA am Standort Hillersleben, auf welche Distanz ein Panzerkampfwagen IV die Panzerung der sowjetischen Typen T-34/85 und JS-122 (JS-2) durchschlagen konnte und diese den Pz.Kpfw. IV. Die Unterlegenheit des noch in großer Zahl im Einsatz stehenden Pz.Kpfw. IV war offensichtlich. In der Folge wurde den Ingenieuren des Unternehmens Alkett am 26. Juni 1944 der Auftrag erteilt eine Lösung für den Einbau der langen 7,5-cm-KwK 42 L/70 für das Chassis des Pz.Kpfw. IV zu entwerfen. Schon im September 1943 hatte man jedoch festgestellt, dass es keine Möglichkeit gab, diese Waffe in den Gefechtsturm des Panzerkampfwagens zu montieren.
Einzig die Montage des Aufbaus des Panzer IV/70 (V) auf das in Produktion befindlichen Panzerkampfwagen-IV-Fahrgestell verblieb als Option. Eine weitere Berechnung des HWA bezüglich der Leistungsparameter eines Pz.Kpfw. IV im Vergleich mit den bisher bekannten amerikanischen und britischen Panzertypen bestätigte, dass nur eine deutlich leistungsfähigere Bewaffnung mit der 7,5-cm-Kanone L/70 dem Fahrzeug auf dem Gefechtsfeld eine Überlebenschance verschaffen konnte, wobei jedoch der JS-2 immer noch ausgenommen war.
Nach einer Vorstellung des Fahrzeugs am 6. Juli 1944 bei der Hitler anwesend war, wurde von diesem am 18. Juli festgelegt, dass dieses „Sturmgeschütz auf Pz.Kpfw. IV Fahrgestell“ die Bezeichnung Panzer IV lang (A) erhalten solle. Weiterhin war bereits am Ende der Konferenz und Vorführung vom 6. bis zum 8. Juli von Hitler angemerkt worden, dass künftig die Fertigung des Pz.Kpfw. IV vollständig auf das neue, geplante Sturmgeschütz auf Einheitsfahrgestell III/IV (Panzer IV lang E) umzustellen sei. Da dies jedoch nicht unmittelbar erfolgen könne, sollen im August 50 Fahrgestelle des Pz.Kpfw. IV mit dem Übergangsaufbau mit langer L/70 Kanone, der von Alkett entworfen worden ist, gefertigt werden. Weiterhin wären Maßnahmen in der Fertigung der Wannen zu ergreifen, damit spätestens ab Oktober 1944 „Vomag Panzerjäger“ (Panzer IV/70 (V)) anstelle der Übergangsfahrzeuge Panzer IV/70 (A) ausgeliefert werden könnten.
In der Nachkriegsliteratur wird das Fahrzeug häufig als „Jagdpanzer IV (A) Zwischenlösung“ beschrieben. Betrachtet man die Äußerungen Hitlers und die offizielle Verwendung der Bezeichnung Übergangsfahrzeug ist der Ursprung dieser Bezeichnung nachvollziehbar, doch gibt es keinen Beleg für eine zeitgenössische Verwendung.
Von August 1944 bis März 1945 wurden im Nibelungenwerk 277 Fahrzeuge und ein Prototyp hergestellt.

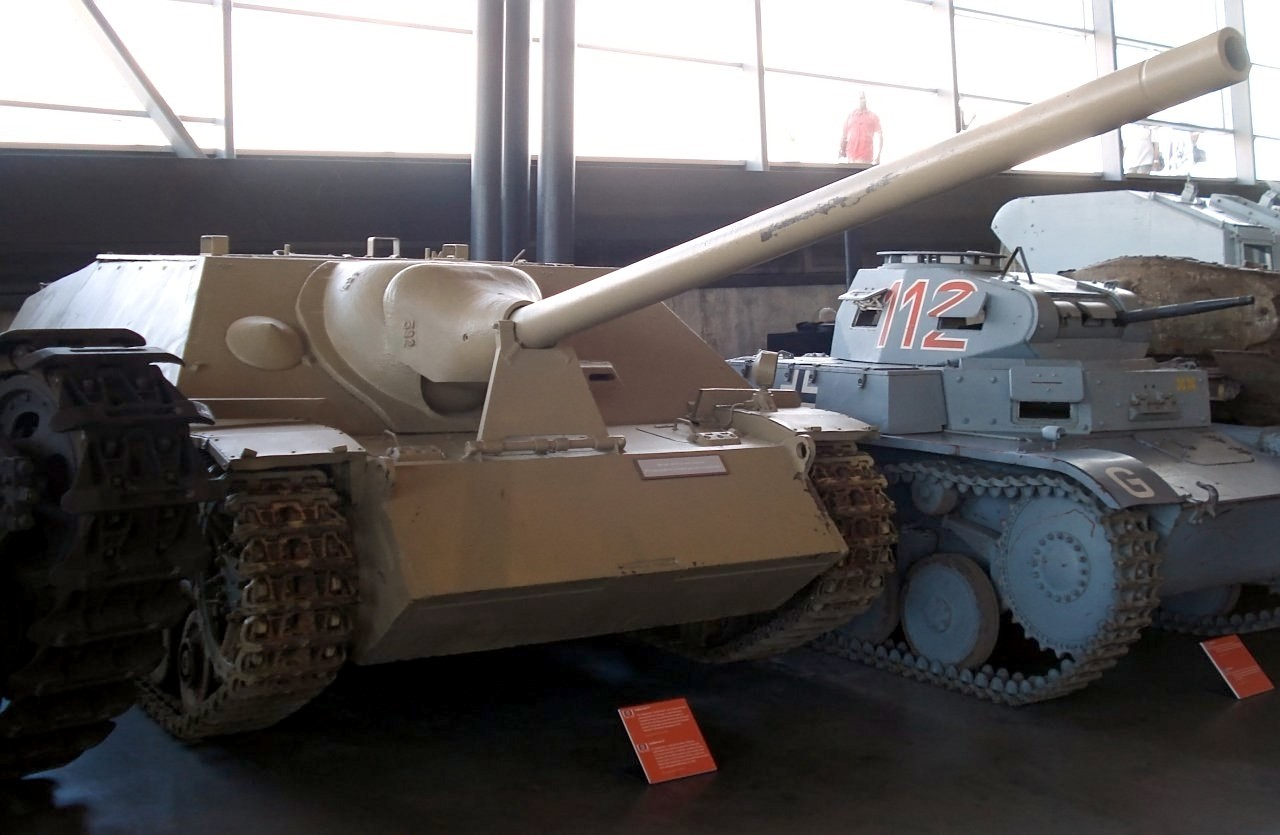
Panzer IV/70 von Vomag

## Einsatz
Die Einsatzgeschichte der Jagdpanzer-IV-Familie ist nicht immer einfach nachzuvollziehen, da Divisions- und Regimentsgeschichten nicht immer in der gewählten Beschreibung präzise sind. Mehrfach werden Jagdpanzer und Sturmgeschütze einfach als Sturmgeschütz bezeichnet, da nur zwischen Panzer und Sturmgeschütz differenziert wurde. Mit Hilfe der Zuweisungslisten lässt sich jedoch aufklären, welche Fahrzeugtypen zu welchem Zeitpunkt bei den Einheiten vorhanden gewesen sein sollten.

### Jagdpanzer IV L/48
Ab März 1944 wurden Jagdpanzer IV L/48 den Panzerjäger-Abteilungen von Panzerdivisionen und Panzergrenadierdivisionen zugeteilt. Gemäß dem Kriegsstärkenachweis 1149 wurden einer Panzerjägerkompanie entweder 10 oder 14 Fahrzeuge zur Verfügung gestellt. Aus den Zuteilungen lässt sich erkennen, dass die meisten Panzerjäger-Abteilungen der Panzerdivisionen mit zwei Kompanien zu 10 Fahrzeugen und einem weiteren Jagdpanzer für den Kommandeur der Abteilung ausgerüstet wurden. Um den Panzergrenadierdivisionen eine größere Abwehrstärke durch gepanzerte Fahrzeuge zu verschaffen, wurde hier das Schema mit 14 Fahrzeugen pro Kompanie und einem vollen Zug mit 3 Jagdpanzern für den Abteilungsstab verwendet, wodurch man insgesamt auf 31 Fahrzeuge kam. Einzelne Verbände waren anders gegliedert und einige Fahrzeuge wurden für Test- und Ausbildungszwecke entweder dem HWA oder Ausbildungsstandorten zugeteilt. Hierzu zählt die zu dieser Zeit in Frankreich liegende Panzerjäger-Abteilung 130 der Panzer-Lehr-Division, welche im März die ersten Jagdpanzer IV erhielt. Ursprünglich sollte die Panzerjäger-Abteilung 130 eine Kompanie mit 14 Jagdpanzer IV und eine Kompanie mit 14 Jagdtigern erhalten. Da die Jagdtiger jedoch noch nicht verfügbar waren, wurden drei Kompanien mit je 9 Jagdpanzer IV ausgerüstet und 4 Fahrzeuge wurden dem Abteilungsstab zugeteilt. Eine weitere Ausnahme bildete die in Italien eingesetzte Fallschirm Panzer-Division „Hermann Göring“. Die Division bildete mit den erhaltenen Jagdpanzern IV zunächst im April 1944 eine III. Panzer Abteilung. Mit einer weiteren Zuteilung von 31 Fahrzeugen Ende Juli 1944 wurde die Panzerjäger-Abteilung „Hermann Göring“ ausgerüstet, bei der drei Kompanien zu 10 Fahrzeugen gebildet wurden. Bis zum einschließlich 6. Juni 1944 waren Jagdpanzer IV folgenden weiteren Einheiten zugeteilt worden: 2. Panzer-Division (21 im April), 12. SS-Panzer-Division (10 im April), 3. Panzergrenadier-Division (31 im April), 15. Panzergrenadier-Division (31 im Mai) und 4. Panzer-Division (21 im Juni).

#### Italien
Die ersten Einsätze mit dem Jagdpanzer IV L/48 dürften in Italien erfolgt sein. Dort standen die Fallschirm Panzer-Division „HG“, die 3. Panzergrenadier- (31 im April) und die 15. Panzergrenadier-Division (31 im Mai) bereits bei der Auslieferung der Fahrzeuge im Kampf. Ende des Jahres 1944 wurde die 26. Panzer-Division als Verband mit Jagdpanzern IV für Italien aufgeführt.

#### Westfront
Bei der alliierten Landung in der Normandie verfügten die deutschen Verbände in Frankreich über 62 Jagdpanzer IV L/48, wobei die 12. SS-Panzer-Division noch auf 11 Fahrzeuge wartete, die letztlich Ende Juni zugeteilt wurden. Weitere im Westen eingesetzte Verbände wurden in den folgenden Monaten ausgerüstet: 17. SS-Panzergrenadier-Division (31 Juni), 116. Panzer-Division (21 Juli), 9. Panzer-Division (21 im Juli), 11. Panzer-Division (21 im August), 9. SS-Panzer-Division (21 im Juli) und 10. SS-Panzer-Division (21 im August).

#### Ostfront

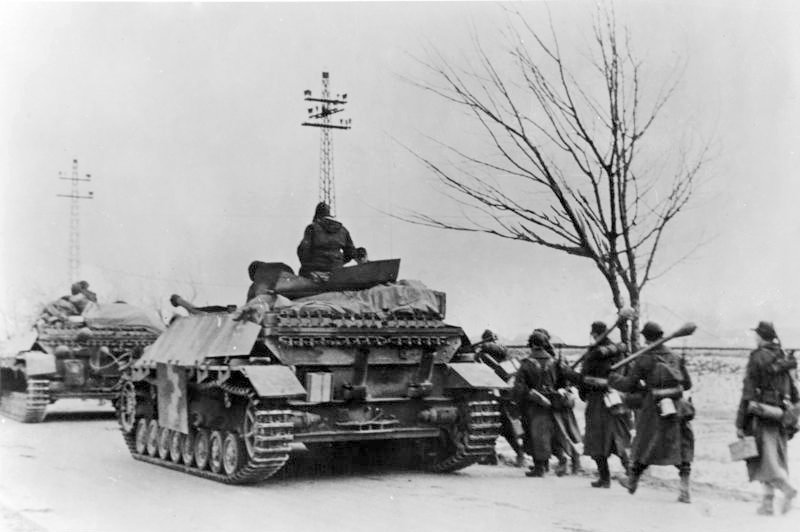
Panzer IV/70 (V) Einsatz in Ungarn

5. Panzer-Division (21 im Juni), 20. Panzer-Division (21 im Juni), 12. Panzer-Division (21 im Juni), 5. SS-Panzer-Division (21 im Juli), 6. Panzer-Division (10 im Juli / 11 im August), 19. Panzer-Division (10 im Juli / 11 im August), 9. Panzer-Division (21 im Juli), 3. Panzer-Division (21 im August), 25. Panzer-Division (28 im August), 3. SS-Panzer-Division (21 im September), 8. Panzer-Division (21 im September), 23. Panzer-Division (21 im Oktober), 4. SS-Polizei-Panzergrenadier-Division (31 im Oktober)

### Panzer IV/70 (V)
Die ersten neu verfügbaren Panzer IV/70 (V) wurden für die Aufstellung neuer Panzer-Brigaden verwendet. Die Panzerabteilung einer solchen Brigade bestand aus drei Kompanien mit Pz.Kpfw. V „Panther“ und einer Panzerjägerkompanie mit 11 Panzer IV/70 (V). Als erste Einheiten wurden die Panzer-Brigade 105 und 106 im August 1944 mit je 11 Fahrzeugen ausgerüstet. Es folgten die Panzer-Brigaden 107, 108, 109 und 110, sowie die Führer-Grenadier-Brigade mit je 11 Fahrzeugen im September. Die Panzer-Brigaden 105, 106, 107 und 108 wurden im Westen eingesetzt und die Panzer-Brigaden 109 und 110 wurden an die Ostfront entsendet. Nach der Aufstellung der neuen Verbände wurden weitere Fahrzeuge als Ersatz an bereits mit Jagdpanzer IV L/48 ausgerüstete geschickt. So erhielten die 116. und 24. Panzer-Division im Oktober je 10 Fahrzeuge. Die weiteren Fahrzeuge bis Mitte Dezember 1944 wurden praktisch alle den für die Ardennen-Offensive und die Operation Nordwind vorgesehenen Einheiten zugeteilt. Ab Ende Dezember wurden auch wieder Einheiten im Osten versorgt, so erhielten die 7., die 13. und 17. Panzer-Division je eine komplette Bestückung mit 21 Panzer IV/70 (V) und die 24. Panzer-Division nochmals 19 Ersatzfahrzeuge. Ab Januar 1945 wurde die Zuteilung unstrukturierter und Adhoc-Verbände sowie sonstige aufzufrischende Verbände mit Panzersoldaten erhielten die Fahrzeuge zugeteilt: schwere Panzerjäger-Abteilung 563 (31 im Januar), II.Abt./Pz.Rgt. 9 (26 im Januar), Infanterie-Division Döberitz (10 im Februar), Panzer-Abteilung (Fkl) 303 (dann PzAbt Schlesien) (10 im Februar), Panzerjäger-Abteilung 510 (10 im Februar, wird III./PzRgt 2/16.PD), Panzer-Abteilung Jüterbog (10 im Februar) und SS-Panzergrenadier-Division „Nordland“ (10 im März). Letzte Lieferungen gingen an: 116. Panzer-Division (5 im März), Panzer-Lehr-Division (12 im März), 15. Panzergrenadier-Division (21 im April), Sturmgeschütz-Brigade 241 (1 im April), Panzerjäger-Abteilung 655 (6 im April direkt aus dem VOMAG Werk) und zuletzt 15. Panzergrenadier-Division (14 im April ebenfalls direkt aus dem VOMAG Werk).

### Panzer IV/70 (A)
Die Verwendung des Panzer IV/70 (A) war, obwohl er die Charakteristik eines Jagdpanzers aufweist, anfänglich als Ergänzungsfahrzeug für Einheiten gedacht, die bereits mit Pz.Kpfw. IV ausgerüstet waren. Die ersten 5 Fahrzeuge gingen im September zusammen mit 17 neuen Pz.Kpfw. IV an die Führer-Begleit-Brigade. Dann folgten 3. Panzer-Division (17), 13. Panzer-Division (4), 17. Panzer-Division (17), 24. Panzer-Division (13), 25. Panzer-Division (17), II.Abt./Panzer-Regiment Großdeutschland (38 im Oktober), II.Abt./Panzer-Regiment 2 (11 im Oktober), Panzer-Abteilung 208 (14 im Dezember), 7. Panzer-Division (10 im Dezember), 24. Panzer-Division (14 im Januar), I.Abt/Panzer-Regiment 29 (14 im Januar). Im Januar 1945 wurde eine strategische Entscheidung über die Verwendung weiterer Panzer IV/70 (A) getroffen. Die Fahrzeuge aus der Fertigung ab Ende Januar gingen bis ca. Mitte März als je ein Zug mit 3 oder 4 Fahrzeugen an Sturmgeschütz-Brigaden. Die Absicht war diesen Einheiten eine Verstärkung der eigenen Feuerkraft zukommen zu lassen. Letztlich wurden 17 Sturmgeschütz-Brigaden mit diesem Fahrzeug versorgt. Die letzten Fahrzeuge gingen an die Sturm-Artillerie-Lehr-Brigade 111 (16 im März) und die Sturmgeschütz-Brigade Großdeutschland (12 im März).

### Zusammenfassung
Vor allem der Jagdpanzer IV/70 war aufgrund seiner niedrigen Silhouette, seiner starken Panzerung und seiner hohen Feuerkraft einer der stärksten Jagdpanzer des Krieges und jedem Feindpanzer gewachsen.
Bei einer Gesamthöhe von 1,85 m betrug die Feuerhöhe lediglich 1,40 m, so dass sich der Jagdpanzer IV schon in kleinen Bodensenken gut gedeckt positionieren konnte und dabei kein großes Ziel abgab. Bei den Jagdpanzern IV L/48 wurden gelegentlich die Mündungsbremsen entfernt, da diese durch den aufgewirbelten Staub die Position des Panzers verrieten und gleichzeitig dem Richtschützen die Sicht nahmen.
Der Einsatz des Panzers IV/70 (A) als Ersatz für Kampfpanzer oder auch als Sturmgeschütz konnte riskant sein, wenn der verantwortliche Einheitsführer die Besonderheiten der Fahrzeugkonzeption nicht berücksichtigte. Die schwache Seitenpanzerung und die hohe Belastung des Laufwerks erforderten einen vorausschauenden Einsatz und machten die Fahrzeuge weniger für Angriffsoperationen geeignet als reguläre Panzerkampfwagen IV oder Sturmgeschütze.
Erwähnenswert ist die Überlieferung nach der Generaloberst Guderian vom Wert des Jagdpanzers IV/70 anfänglich nicht überzeugt war und das Sturmgeschütz IV als ausreichend für alle Aufgaben erachtete. Steigt man tiefer in dieses Thema ein, hatte Guderian gute Gründe für seine Einschätzung, da die Panzer IV/70 (V) und (A) mit der langen Bewaffnung sehr kopflastig waren, was dazu führte, dass die Seitenvorgelege oft defekt waren. Dies verschärfte bei der bereits schwierigen Versorgung der Panzertruppe mit Ersatzteilen für andere Fahrzeuge auf dem Panzerkampfwagen-IV-Fahrgestell die Situation noch mehr. Rückblickend wurde das Konzept der Umwandlung der Fahrgestelle des Panzerkampfwagen IV als erfolgreich betrachtet. Zur Fertigung der Neufahrzeuge gab es kriegsbedingt keine freien Kapazitäten. Sowohl zur Panzerabwehr als auch bei offensiven Operationen konnte der Jagdpanzer nutzbringend eingesetzt werden.
Das Konzept des Jagdpanzers IV wurde später in der Bundeswehr mit dem Kanonenjagdpanzer fortgesetzt.

## Weitere Verwendung
Abgesehen von der Verwendung einzelner Fahrzeuge durch alliierte Truppen in Ost und West im Zweiten Weltkrieg ist die reguläre Nutzung nach Kriegsende für 3 Länder dokumentiert.

### TAs T4 / Rumänien
Als ehemaliger Verbündeter der Achsenmächte verfügte Rumänien während des Zweiten Weltkriegs teilweise über deutsches Gerät. Die Jagdpanzer IV der rumänischen Armee, welche Ende des Zweiten Weltkrieges im Kampf gegen die Wehrmacht eingesetzt wurden, stammten allerdings aus der Beute der sowjetischen Streitkräfte. Die Fahrzeuge wurden 1954 außer Dienst gestellt und verschrottet.

### Bulgarien
Bulgarien hatte als Verbündeter der Achsenmächte im Laufe des Zweiten Weltkrieges Fahrzeuge aus deutscher Fertigung für die eigenen Streitkräfte erhalten. Als sich die bulgarische Führung entschloss die Seiten zu wechseln, erhielten die bulgarischen Truppen weitere deutsche Fahrzeuge, darunter auch Jagdpanzer IV aus den Beutebeständen der sowjetischen Streitkräfte. Nachdem Bulgarien während des Kalten Krieges seine Grenze zum NATO-Land Türkei schützen musste, wurden die veralteten Fahrzeuge entlang der Grenze in der Krali-Marko-Linie als Bunker und in eingegrabenem Zustand verwendet. Zu Beginn der 2000er-Jahre gab es ein größeres Interesse an diesen nunmehr historischen Fahrzeugen und es entwickelte sich die Möglichkeit des gewinnbringenden Verkaufs dieser „Bodenfunde“.

### Syrien
In den 1950er-Jahren rüstete sich Syrien für den erwarteten Kampf mit dem neuen Staat Israel. Hierzu wurden unter anderem Panzerkampfwagen IV, Sturmgeschütz III und auch sechs Jagdpanzer IV L/48 erworben. In den militärischen Auseinandersetzungen der folgenden Jahre gingen diese Fahrzeuge bis 1967 praktisch alle verloren.

## Techniktabellen

### Technische Daten
| Technische Daten der Ausführungen des Jagdpanzers IV |                                                        |                                                        |                                                        |
|                                                      | Ausf. IV / 48 (Sd. Kfz. 162)                           | Ausf. IV / 70 (V) (Sd. Kfz. 162/1)                     | Ausf. IV / 70 (A)                                      |
| Allgemeine Eigenschaften                             |                                                        |                                                        |                                                        |
| Gewicht (gefechtsbereit)                             | 24,0 t                                                 | 25,8 t                                                 | 27,0 t                                                 |
| Länge (inkl. Rohr)                                   | 6,85 m                                                 | 8,50 m                                                 | 8,87 m                                                 |
| Breite                                               | 3,176 m                                                | 3,170 m                                                | 2,900 m                                                |
| Höhe                                                 | 1,86 m                                                 | 1,85 m                                                 | 2,20 m                                                 |
| Bodenfreiheit                                        | 40 cm                                                  | 40 cm                                                  | 40 cm                                                  |
| Bewaffnung                                           |                                                        |                                                        |                                                        |
| Hauptbewaffnung                                      | 7,5-cm-PaK 39 L/48                                     | 7,5-cm-PaK 42 L/70                                     | 7,5-cm-PaK 42 L/70                                     |
| Sekundärbewaffnung                                   | 1 × MG 42 / 1× MP 40                                   | 1 × MG 42 / 1× MP 40                                   | 1 × MG 42 / 1× MP 40 oder MP 44                        |
| Munitionsvorrat (Schuss)                             | PaK 39: 79 MG: 1200                                    | PaK 42: 55–60 MG: 1200                                 | PaK 42: 90 MG: k. A.                                   |
| Kaliberlänge (KwK)                                   | 48                                                     | 70                                                     | 70                                                     |
| Panzerung                                            |                                                        |                                                        |                                                        |
| Wannenfront oben                                     | 60 mm/45° - ab 300. Fzg 80 mm/45°                      | 80 mm/45°                                              | keine Zweiteilung                                      |
| Wannenfront unten                                    | 50 mm/55° - ab 300. Fzg 80 mm/45°                      | 50 mm/55°                                              | 80 mm/15°                                              |
| Wannenseite                                          | 30 mm/0°                                               | 30 mm/0°                                               | 30 mm/0°                                               |
| Wannenheck                                           | 20 mm/10°                                              | 20 mm/10°                                              | 20 mm/10°                                              |
| Wannendecke                                          | 10 mm/90°                                              | 10 mm/90°                                              | 10 mm/90°                                              |
| Wannenboden                                          | 20 mm/90° vorne / 10 mm/90° hinten                     | 20 mm/90° vorne / 10 mm/90° hinten                     | 10 mm/90° hinten                                       |
| Aufbau Front                                         | 60 mm/50°                                              | 80 mm/50°                                              | 80 mm/50°                                              |
| Aufbau Seite                                         | 40 mm/30°                                              | 40 mm/30°                                              | 40 mm/19°                                              |
| Aufbau Heck                                          | 30 mm/10°                                              | 30 mm/10°                                              | 30 mm/0°                                               |
| Aufbaudecke                                          | 20 mm/90°                                              | 20 mm/90°                                              | 20 mm/90°                                              |
| Beweglichkeit                                        |                                                        |                                                        |                                                        |
| Motor                                                | Maybach HL 120 TRM 12-Zylinder-Ottomotor wassergekühlt | Maybach HL 120 TRM 12-Zylinder-Ottomotor wassergekühlt | Maybach HL 120 TRM 12-Zylinder-Ottomotor wassergekühlt |
| Leistung                                             | 265 PS bei 2600/min                                    | 265 PS bei 2600/min                                    | 272 PS bei 2800/min                                    |
| Gewichtsbezogene Leistung                            | 11 PS/t                                                | 10,3 PS/t                                              | 10,1 PS/t                                              |
| Höchstgeschwindigkeit Straße                         | 40 km/h                                                | 35 km/h                                                | 37 km/h                                                |
| Höchstgeschwindigkeit Gelände                        | 15–18 km/h                                             | 15–18 km/h                                             | 15–18 km/h                                             |
| Kraftstoffvorrat                                     | 470 l                                                  | 470 l                                                  | 470 l                                                  |
| Fahrbereich                                          | 210 km (Straße) 130 (Gelände)                          | 210 km (Straße) 130 (Gelände)                          | 200 km (Straße) 130 (Gelände)                          |
| Watfähigkeit                                         | 100 cm                                                 | 155 cm                                                 | 120 cm                                                 |
| Besatzung                                            | 4 (Befehlswagen 5)                                     | 4 (Befehlswagen 5)                                     | 4 (Befehlswagen 5)                                     |
| Stückzahl                                            | 751                                                    | ca. 940                                                | 277                                                    |

### Durchschlagsleistung der Munition
| Durchschlagsleistung der PaK 39 L/48 bei 60° Auftreffwinkel | Durchschlagsleistung der PaK 39 L/48 bei 60° Auftreffwinkel | Durchschlagsleistung der PaK 39 L/48 bei 60° Auftreffwinkel | Durchschlagsleistung der PaK 39 L/48 bei 60° Auftreffwinkel | Durchschlagsleistung der StuK 42 L/70 bei 60° Auftreffwinkel | Durchschlagsleistung der StuK 42 L/70 bei 60° Auftreffwinkel |
| | Panzergranate 39                                            | Panzergranate 40                                            | Granate 38 HL/C                                             | Panzergranate 39/42                                          | Panzergranate 40/42                                          |
| 100 Meter | 99 mm                                                       | 126 mm                                                      | 100 mm                                                      | 138 mm                                                       | 194 mm                                                       |
| 500 Meter | 91 mm                                                       | 108 mm                                                      | 100 mm                                                      | 124 mm                                                       | 174 mm                                                       |
| 1000 Meter | 81 mm                                                       | 87 mm                                                       | 100 mm                                                      | 111 mm                                                       | 150 mm                                                       |
| 2000 Meter | 63 mm                                                       |                                                             |                                                             | 88 mm                                                        | 106 mm                                                       |
| Bei der Panzergranate 40 handelte es sich um ein Hartkerngeschoss aus Wolframcarbid, das aufgrund des Mangels an Wolfram nur in geringen Mengen oder oft gar nicht zur Verfügung stand. Bei der Granate 38 HL/C handelte es sich um ein Hohlladungsgeschoss. |                                                             |                                                             |                                                             |                                                              |                                                              |

## Museale Rezeption
Jagdpanzer IV 0-Serie
- Deutsches Panzermuseum Munster – Versuchs-leichter Panzerjäger:

Während des Krieges wohl für Ausbildungszwecke verwendet, wurde es aus Teilen, die das Musée des Blindés in Saumur, Frankreich zur Verfügung stellte, wieder aufgebaut.
Jagdpanzer IV L/48
- Deutsches Panzermuseum Munster – frühe Ausf. mit 60 mm Frontpanzerung:

Ausgeliehen von der Wehrtechnischen Studiensammlung Koblenz. Nach dem Krieg Bestand des United States Army Ordnance Museum in Aberdeen, Maryland. Seit den 1960er-Jahren wieder im Bestand der Bundeswehr.
- Musée des Blindés in Saumur, Frankreich – frühe Ausf. mit 60 mm Frontpanzerung
- Schweizerisches Militär- und Festungsmuseum Full-Reuenthal, Schweiz – späte Ausf. mit 80 mm Frontpanzerung
- Museum des militärischen Ruhms in Jambol, Bulgarien – sehr frühe Ausf. mit 60 mm Frontpanzerung und nachträglich verschweißter zweiter MG-Öffnung:

Vom bulgarischen Verteidigungsministerium 2008 aus der bulgarischen Grenzbefestigungsanlage zur Türkei hin ausgegraben. Das Fahrzeug sollte entweder an einen Sammler verkauft oder ausgestellt werden.
- Muzeum Broni Pancernej w Poznaniu, Poznań, Polen – Frontpanzerung und Räder eines Jagdpanzer IV L/48:

Bodenfund aus dem Jahr 2009 in der Nähe der örtlichen Zitadelle.
Panzer IV L/70 (V)
- National Museum of Military History in Sofia, Bulgarien
- Patriot Park Museum (ex Kubinka) in Moskau, Russland
- Fort Lee, Virginia, USA (ehemals ausgestellt: United States Army Ordnance Museum in Aberdeen, Maryland)
- Fort Benning, GA, USA (ehemals ausgestellt: Patton Museum in Fort Knox, Kentucky / ursprünglich Teil der Sammlung: Shrivenham Study Collection (UK))
- Canadian War Museum in Ottawa, Ontario, Kanada (ehemals ausgestellt: Canadian Forces Base/Area Support Unit Shilo in Kanada)
- Australian Armour and Artillery Museum (in Instandsetzung, um das Fahrzeug wieder fahrbereit zu machen)

Panzer IV L/70 late (A)
- Musée des Blindés in Saumur, Frankreich